# Biserica „Nașterea Maicii Domnului” din Dubău
Biserica „Nașterea Maicii Domnului” cu clopotnița este o biserică amplasată în Dubău, Unitățile Administrativ-Teritoriale din Stînga Nistrului, Republica Moldova. Este un monument arhitectural de importanță națională inclus în Registrul monumentelor Republicii Moldova ocrotite de stat cu nr. 400 (raionul Dubăsari). Datează de la înc. sec. XIX.